# Гылыбец (Бургасская область)
Гылыбец (болг. Гълъбец) — село в Болгарии. Находится в Бургасской области, входит в общину Поморие. Население составляет 1172 человека.

## Политическая ситуация
В местном кметстве Гылыбец, в состав которого входит Гылыбец, должность кмета (старосты) исполняет Ахмед Халил Солак (независимый) по результатам выборов.
Кмет (мэр) общины Поморие — Петыр Георгиев Златанов (независимый) по результатам выборов.